# Nicolas Siret
Nicolas Siret (Troyes, 1663 — Troyes, 1754) foi um organista, cravista e compositor barroco francês.